# Бочманово
Бочма́ново — исторический район Коломны, бывшее село. Расположен в юго-восточной части города, на левом берегу Оки, между улицей Октябрьской Революции, железной дорогой и Окским проспектом.

## История
Точная дата основания неизвестна, первое упоминание Бочманова относится к XVI веку. Это было село, приписанное к Старо-Голутвину монастырю. Вблизи села располагалась переправа через Оку. Удобное положение на пересечении сухопутных и речных путей обеспечивало развитие села.
По состоянию на 1862 год Бочманово числилось как казённая деревня 1-го стана Коломенского уезда, в которой насчитывалось 98 дворов, 373 мужчины и 408 женщин.
На рубеже XIX—XX веков у Бочманова стали возникать заводы. В 1912 году товарищество «Эмиль Липгарт и К°» выкупило у бочмановских крестьян землю, на которой был выстроен Бочмановский завод сельскохозяйственных машин, ныне известный как Завод тяжёлого станкостроения.
По переписи 1926 года и статистическому справочнику 1929 года, Бочманово значилось селом Протопоповской волости Коломенского уезда, в нём имелось 367 хозяйств и проживало 2728 жителей. В селе указаны: сельсовет, школа 1 ступени, амбулатория, механический завод.
В 1932 году постановлением ВЦИК селение Бочманово включено в черту города Коломны.

## Современное состояние
Район застроен частными домами, все из которых пронумерованы по единственной улице — улице Бочманово. На границе района имеется железнодорожная платформа Бачманово на линии Голутвин — Озёры. На Оке имеются одноимённые пристань и пляж. Действует школа олимпийского резерва по академической гребле, основанная в 1961 году.